# 林理恵
林 理恵 (はやし りえ、 1963年6月8日 - ) は、日本放送協会女性初の専務理事メディア総局長を経て、同専務理事・大阪放送局長。

## 経歴
東京都出身。1986年国際基督教大学教養学部語学科卒業後。日本放送協会に報道記者として入局。同仙台放送局、報道局政治部、国際部を経て、2003年国際放送局国際企画部副部長、2008年総合企画室経営企画副部長、2012年国際放送局国際企画部副部長、2015年国際放送局国際企画部長、2017年神戸放送局長、2019年国際放送局長、2020年理事、2022年専務理事・メディア総局長。2023年専務理事・大阪放送局長。2024年退任。

## 人物
メディア総局長会見時にしばしばドラマ好きを公言している。舞台鑑賞が趣味で、特に人形浄瑠璃文楽を好む。